# Gonista chloroticus
Gonista chloroticus är en insektsart som beskrevs av Bolívar, I. 1914. Gonista chloroticus ingår i släktet Gonista och familjen gräshoppor. Inga underarter finns listade i Catalogue of Life.